# Heliodoro Juan Gutiérrez
Heliodoro Juan Gutiérrez Escobar (Zacoalco de Torres, Jalisco 21 de diciembre de 1878 - Ciudad de México 1933) fue un empresario y fotógrafo mexicano, conocido como H. J. Gutiérrez.
Fue hijo de Juan Gutiérrez y Ángela Escobar; su madre era hija de Benito Escobar Ureña y Nieves Martínez Ureña. Era pariente de Aurelio Escobar Castellanos, este último hijo de Benito Escobar Ureña y Josefa Castellanos; la gran longevidad y diversos matrimonios de Benito Escobar es la causante de la complicación de los parentescos, siendo Aurelio tío de Heliodoro, pero 10 años menor.
En la adolescencia trabajo bajo las órdenes del Coronel de Caballería Félix Vélez Galván, parte de ella la vivió en la ciudad de Guadalajara. En 1896 viaja a San Francisco, California, Estados Unidos, para residir ahí por 6 años, dedicándose a la fotografía. Gana la medalla de oro en la exposición internacional de Milán y regresa a México en 1902.En 1906 contrae nupcias con María Luisa Vélez López, hija del coronel Félix Vélez Galván. Procrearan dos hijos: Benito y Luis que se dedicarán a la fotografía.
Funda la empresa fotográfica: La Casa Amplificadora de Retratos en 1905 y La Postal Photo Finishing en 1906 en la Ciudad de México. Retratista de renombre ganara fama con la Fotografía H. J. Gutiérrez, The Chicago Photo Studio 1909-1919 y Fotografía Marst 1911-1928.
Bajo la firma H. J. Gutiérrez publicara y distribuirá en todo México y el sur de los Estados Unidos tarjetas postales con temas referentes a la Revolución mexicana.
Será el tercer presidente de la Asociación de fotógrafos de Prensa. En 1926 forma parte de la fundación de la Asociación de Fotógrafos de México, Sociedad Mutualista y participante de la publicación mensual especializada en fotografía: Helios. En 1923 fundara el estudio Fotografía H. J. Gutiérrez y en 1932 la Fotografía París. Muere en 1933.

## Bibliografía

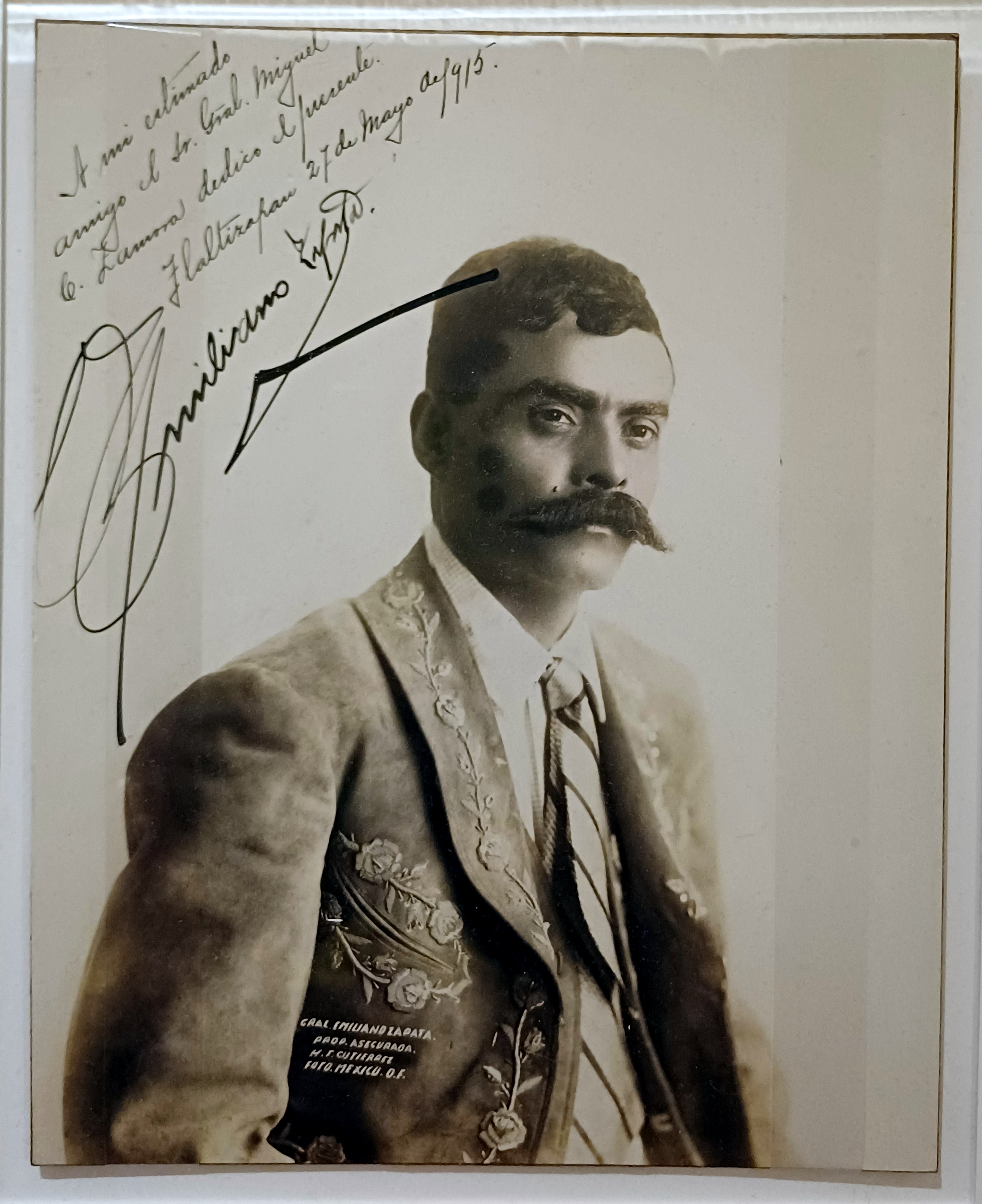
Foto de Emiliano Zapata en 27/05/1915 por H. J. Gutiérrez